# Ruth Morley
Pour les articles homonymes, voir Morley.
Ruth Miriam Birnholz — née le 19 novembre 1925 à Vienne (Autriche), morte le 12 février 1991 à New York (arrondissement du Bronx) — est une costumière américaine d'origine autrichienne, connue sous le nom de scène de Ruth Morley.

## Biographie
Fuyant le nazisme, elle émigre avec sa famille en 1940 aux États-Unis et s'y installe définitivement. Débutant comme costumière de théâtre, elle contribue à des pièces et comédies musicales représentées à Broadway (New York) entre 1950 et 1988.
Mentionnons Anastasia de Marcelle Maurette (1954-1955, avec Joseph Anthony et Viveca Lindfors), Miracle en Alabama de William Gibson (1959-1961, avec Anne Bancroft et Patty Duke), ainsi que Mort d'un commis voyageur d'Arthur Miller (1984, avec Dustin Hoffman et John Malkovich).
Au cinéma, Ruth Morley travaille sur trente-six films américains, le premier sorti en 1958. Citons Miracle en Alabama d'Arthur Penn (1962, adaptation de la pièce du même nom précité, avec les mêmes Anne Bancroft et Patty Duke), Taxi Driver de Martin Scorsese (1976, avec Robert De Niro et Cybill Shepherd), Tootsie de Sydney Pollack (1982, avec Dustin Hoffman et Jessica Lange) et Ghost de Jerry Zucker (1990, avec Patrick Swayze et Demi Moore).
Son dernier film est Le Prince des marées de Barbra Streisand (avec la réalisatrice et Nick Nolte), sorti en 1991, année de sa mort à 65 ans, d'un cancer du sein.
Pour la télévision, elle collabore à dix téléfilms à partir de 1976 ; le dernier est Mort d'un commis voyageur de Volker Schlöndorff (1985, adaptation de la pièce éponyme précitée, où Dustin Hoffman et John Malkovich reprennent leurs rôles).
S'ajoutent quatre séries disséminées de 1951 à 1985, dont Kojak (1973).

## Théâtre à Broadway (intégrale)
(comme costumière, sauf mention contraire)

### Pièces
- 1950 : The Cellar and the Well de Phillip Pruneau
- 1951 : Billy Budd de Louis O. Coxe et Robert Chapman, d'après le roman inachevé d'Herman Melville
- 1951 : Night Music (en) de Clifford Odets
- 1951 : The Long Days de David Snow
- 1953 : A Pin to See the Peepshow de F. Tennyson Jesse et H.M. Harwood
- 1953 : Take a Giant Step de Louis Peterson
- 1954-1955 : Anastasia de Marcelle Maurette, adaptation de Guy Bolton, mise en scène d'Alan Schneider
- 1955-1957 : Inherit the Wind de Jerome Lawrence et Robert E. Lee, mise en scène d'Herman Shumlin
- 1956 : The Great Sebastians de (et produite par) Howard Lindsay et Russel Crouse, mise en scène de Bretaigne Windust (comme assistante décoratrice)
- 1957 : Une lune pour les déshérités (A Moon for the Misbegotten) d'Eugene O'Neill
- 1957-1958 : The Cave Dwellers de William Saroyan
- 1958 : Who Was That Lady I Saw You With? de Norman Krasna, mise en scène d'Alex Segal
- 1958-1959 : L'Ombre d'un franc-tireur (The Shadow of a Gunman) de Seán O'Casey
- 1959-1961 : Miracle en Alabama (The Miracle Worker) de William Gibson, mise en scène d'Arthur Penn
- 1959 : Only the America de Jerome Lawrence et Robert E. Lee, mise en scène et production d'Herman Shumlin
- 1960 : Roman Candle de Sidney Sheldon
- 1960 : The Long Dream de Ketti Frings (en) et Richard Wright
- 1960-1961 : Toys in the Attic de Lillian Hellman, mise en scène d'Arthur Penn
- 1962 : In the Country House de Leslie Weiner, mise en scène d'Arthur Penn
- 1962-1963 : Des clowns par milliers (A Thousand Clowns) d'Herb Gardner, mise en scène de Fred Coe
- 1964 : Dylan de Sidney Michaels, mise en scène de Peter Glenville, décors d'Oliver Smith
- 1965 : Xmas in Las Vegas de Jack Richardson et Heywood Hale Brown, mise en scène de Fred Coe
- 1966 : Wait Until Dark de Frederick Knott, mise en scène d'Arthur Penn, production de Fred Coe
- 1975 : Hughie d'Eugene O'Neill et Duet de David Scott Milton
- 1977 : Ladies at the Alamo de Paul Zindel, mise en scène de Frank Perry
- 1978-1982 : Deathtrap d'Ira Levin, mise en scène de Robert Moore
- 1982-1983 : Twice Around the Park (1re partie : A Need for Brussels Sprouts – 2e partie : A Need for Less Expertise) de Murray Schisgal
- 1984 : Mort d'un commis voyageur (Death of a Salesman) d'Arthur Miller
- 1986-1987 : Comme il vous plaira (As You Like It), Roméo et Juliette (Romeo and Juliet) et Macbeth de William Shakespeare, mise en scène d'Estelle Parsons
- 1988 : Spoils of War de Michael Weller, mise en scène d'Austin Pendleton

### Comédies musicales
- 1959 : The Most Happy Fella, musique, lyrics et livret de Frank Loesser
- 1964 : Cafe Crown, musique d'Albert Hague, lyrics de Marty Brill, livret de Hy Kraft
- 1968 : Here's Were I Belong, musique de Robert Waldman, lyrics d'Alfred Uhry, livret d'Alex Gordon, d'après le roman À l'est d'Éden (East of Eden) de John Steinbeck
- 1980 : It's So Nice to Be Civilized, musique, lyrics et livret de Micki Grant

## Filmographie partielle

### Cinéma

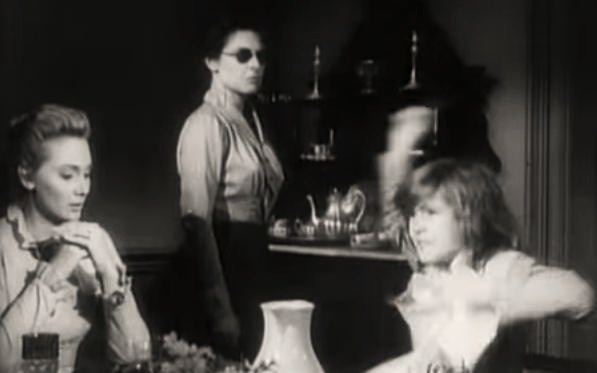
Miracle en Alabama 1962), avec Inga Swenson, Anne Bancroft et Patty Duke (de g. à d.)

- 1961 : L'Arnaqueur (The Hustler) de Robert Rossen
- 1961 : Les Blouses blanches (The Young Doctors) de Phil Karlson
- 1962 : Miracle en Alabama (The Miracle Worker) d'Arthur Penn
- 1962 : Connection (The Connection) de Shirley Clarke
- 1964 : Lilith de Robert Rossen
- 1965 : Des clowns par milliers (A Thousand Clowns) de Fred Coe
- 1968 : Les Frères siciliens (The Brotherhood) de Martin Ritt
- 1970 : Journal intime d'une femme mariée (Diary of a Mad Housewife) de Frank Perry
- 1972 : Les Quatre Malfrats (The Hot Rock) de Peter Yates
- 1972 : Les Yeux de Satan (Child's Play) de Sidney Lumet
- 1974 : Enquête dans l'impossible (Man on a Swing) de Frank Perry
- 1976 : Taxi Driver de Martin Scorsese
- 1976 : Le Prête-nom (The Front) de Martin Ritt
- 1977 : Annie Hall de Woody Allen
- 1978 : Têtes vides cherchent coffres pleins (The Brink's Job) de William Friedkin
- 1978 : Superman de Richard Donner (costumes additionnels)
- 1978 : Slow Dancing in the Big City de John G. Avildsen
- 1979 : Kramer contre Kramer (Kramer vs. Kramer) de Robert Benton
- 1980 : La Puce et le Grincheux (Little Miss Marker) de Walter Bernstein
- 1981 : L'Élu (The Chosen) de Jeremy Kagan
- 1981 : Coup de cœur (One from the Heart) de Francis Ford Coppola
- 1982 : Tootsie de Sydney Pollack
- 1982 : Hammett de Wim Wenders
- 1986 : Une baraque à tout casser (The Money Pit) de Richard Benjamin
- 1987 : La Joyeuse Revenante (Hello Again) de Frank Perry
- 1989 : Pas nous, pas nous (See No Evil, Hear No Evil) d'Arthur Hiller
- 1989 : Une journée de fous (The Dream Team) d'Howard Zieff
- 1989 : Portrait craché d'une famille modèle (Parenthood) de Ron Howard
- 1990 : Ghost de Jerry Zucker
- 1991 : Le Prince des marées (The Prince of Tides) de Barbra Streisand

### Télévision
(téléfilms, sauf mention contraire)
- 1973 : Kojak, série, épisodes non spécifiés
- 1976 : Judge Horton and the Scottsboro Boys de Fielder Cook
- 1979 : Miracle en Alabama (The Miracle Worker) de Paul Aaron
- 1979 : Mayflower: The Pilgrim's Adventure de George Schaefer
- 1980 : Playing for Time de Daniel Mann et Joseph Sargent
- 1980 : The Jilting of Granny Weatherall de Randa Haines
- 1983 : Le Prisonnier (Jacobo Timerman: Prisoner Without a Name, Cell Without a Number) de Linda Yellen
- 1984 : The Lost Honor of Kathryn Beck de Simon Langton
- 1985 : Mort d'un commis voyageur (Death of a Salesman) de Volker Schlöndorff

## Distinctions (sélection)
- 1963 : Nomination à l'Oscar de la meilleure création de costumes, catégorie noir et blanc, pour Miracle en Alabama.
- 1984 : Nomination au British Academy Film Award des meilleurs costumes, pour Tootsie.